# Chintamani, Karnataka
Chintamani là một thị xã và là nơi đặt hội đồng thành phố của quận Chikkaballapur thuộc bang Karnataka, Ấn Độ.

## Địa lý
Chintamani có vị trí 13°24′B 78°04′Đ / 13,4°B 78,07°Đ Nó có độ cao trung bình là 865 mét (2837 feet).

## Nhân khẩu
Theo điều tra dân số năm 2001 của Ấn Độ, Chintamani có dân số 65.456 người. Phái nam chiếm 52% tổng số dân và phái nữ chiếm 48%. Chintamani có tỷ lệ 67% biết đọc biết viết, cao hơn tỷ lệ trung bình toàn quốc là 59,5%: tỷ lệ cho phái nam là 73%, và tỷ lệ cho phái nữ là 60%. Tại Chintamani, 12% dân số nhỏ hơn 6 tuổi.